# Паранд
Паранд (англ. Parand; перс. پرند) — планове місто в окрузі Робат Карим, провінція Тегеран, Іран.

## Назва
Топонім «Паранд» у перекладі означає «натуральний шовк».

## Історія
Місто було збудоване щоб забезпечити житлом персонал міжнародного аеропорту Імама Хомейні, а також створити баланс у схемі розселення Тегерану, створити сприятливе середовище для залучення додаткового населення Тегерана і запропонувати альтернативу безсистемним поселенням. Очікується, що Паранд розмістить 80 000 громадян на площі в 1467 гектар.
Місто добре сплановано, — для забезпечення суспільних потреб. Місто будувалось для розміщення сімей з низькими доходами (житлові кооперативи для робітників і службовців) шляхом надання недорогих житлових будинків за допомогою банківських кредитів, тим самим залучаючи різні класи людей.

## Географія
Місто Паранд розташоване за 10 км на захід від Робаткариму (розташоване за 35 км на північний захід від Тегерану) по дорозі до Саві, де близько 13000 студентів навчаються у Ісламському університеті Азад у Паранді. До міста також можна дістатися з міжнародного аеропорту Тегерана Імама Хомейні автострадою Тегеран — Кум.
Паранд розділений на ряд районів різного призначення, а саме: міська структура, зелена зона, міські служби, регіональні служби та промислові райони.

## Авіакатастрфа
8 січня 2020 року, рейс 752 авіакомпанії «Міжнародні Авіалінії України» зазнав аварії біля Паранда незабаром після зльоту з міжнародного аеропорту Тегерана Імама Хомейні.